# Ázsiai gepárd
Az ázsiai gepárd (Acinonyx jubatus venaticus) az emlősök (Mammalia) osztályának ragadozók (Carnivora) rendjébe, ezen belül a macskafélék (Felidae) családjába tartozó gepárd (Acinonyx jubatus) Ázsiában élő alfaja.
Brit Indiában indiai gepárdnak vagy vadász gepárdnak hívták.

## Kifejlődése
Egy mitokondriális DNS-vizsgálat következtében, amely öt éven keresztül tartott és 9 ország járult hozzá; 94 élő és múzeumi gepárd példányból vettek mintát. A minták vizsgálata után a kutatók megtudták, hogy az afrikai és az ázsiai állományok, körülbelül 67-32 ezer éve váltak szét.

## Előfordulása
Az ázsiai gepárd jelenleg, csak Iránban, a Kavir-sivatagban, Kermán, Horászán, Szemnán, Jazd, Teherán és Markazi tartományok egyes részein fordul elő.
Valaha az Arab-félszigeten, a Kaukázusban, Afganisztánban, Közép-Ázsia egyéb országaiban, valamint Irakban, Pakisztánban és Indiában is meg volt található.
A törökországi populációja a 19. században pusztult ki.
Az egész Ázsiában az 1970-es években, már csak 200 példánya létezett; ez a szám az 1990-es évekre 50-100 főre csökkent. A 2001-2012 évek közti megfigyelések 82 ázsiai gepárdot eredményeztek, azonban ezekből 42 példány az orvvadászat miatt vagy autóbalesetek következtében elpusztult. 2018 nyarán a Szemnán tartomány, a kutatóknak sikerült megfigyelniük egy anyaállatot négy kölyökkel.

## Megjelenése
Az átlagos felnőtt állat fej-testhossza 112-135 centiméter közötti, farokhossza további 66-84 centiméter és testtömege 34-54 kilogramm. A hím valamivel nagyobb a nősténynél. A bundájának alapszíne drapp vagy világos sárgásbarna, főleg a testoldalain és a pofáján. A fején és tarkóján fekete pontok láthatók. A testét, lábait és farkát fekete telített foltok borítják, melyek rendezetlenül helyezkednek el. A farka végén több feketegyűrű van. A szőrzete rövidebb szálú, mint az afrikai állományok esetében.

## Életmódja

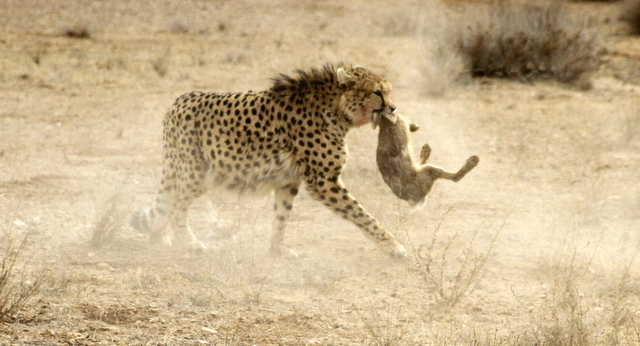
Az ázsiai gepárd többek között nyulakra vadászik.

Az ázsiai gepárd, mint sok más sivatagi vagy félsivatagi ragadozó, a vízlelőhelyeken lesi zsákmányát. Hogy ilyen helyekhez jusson, kénytelen akár 150 kilométeres távokat is megtenni. A kutatók megfigyelték amint egy nőstény, három fiútestvére és egy nem rokon hím megtettek egy ilyen hosszú távot két rezervátum között; eközben főutakon és vasutakon kellett, hogy átmenjenek.
Zsákmányállatai különböző növényevők, mint indiai gazella, golyvás gazella, muflon, vadkecske és fokföldi nyúl.
Amikor Indiában is élt, akkor vadászott indiai antilopra, indiai gazellára, időnként pettyes szarvasra és a nilgau antilop borjaira.

## Szaporodása
Ennek a ritka macskafélének a szaporodásáról igen keveset tudunk. Azonban az eddigi megfigyelések szerint egész évben szaporodhat és egy alomban 1-4 kölyök lehet. Az alomnagyságot és a kölyköknek az életben való maradását az adott térségben lévő zsákmányállatok mennyisége határozza meg.

## Veszélyeztetettsége
A Természetvédelmi Világszövetség a kihalófélben lévő alfajok közé sorolja.

## Fordítás
- Ez a szócikk részben vagy egészben  az   Asiatic cheetah című angol Wikipédia-szócikk ezen változatának fordításán alapul.  Az eredeti cikk szerkesztőit annak laptörténete sorolja fel. Ez a jelzés csupán a megfogalmazás eredetét és a szerzői jogokat jelzi, nem szolgál a cikkben szereplő információk forrásmegjelöléseként.